# Westman-Wernerska stiftelsen
Westman-Wernerska stiftelsen eller fonden skapades genom betydande donationer (1913 och 1933) av godsägaren Henric Westman och förvaltas av Linköpings kommun. En viss del av fondens avkastning utdelas till kulturella och ideella syften. Under inga omständigheter får fonden tagas i anspråk "till agitation för nykterhet, politik och dylikt", enligt stadgarnas 4 §. Stiftelsen har utdelning vart femte år.
Nämndens förste ordförande blev donatorn själv, som efter sin död efterträddes av major Eskil Ridderstad, som 1959 följdes av rektor Bertil Söderberg. Nuvarande ordförande är Rolf Edelman. Den föregående ordföranden var Linköpings kommunfullmäktigeordförande, borgmästare Eva Joelsson. Hon är numera vice ordförande.
Det finns en stiftelse med ett snarlikt namn, Westman-Wernerska stiftelsen för Gamla Linköping.

## Några projekt som finansierats av fonden
- Promenader längs Stångåns östra strand mellan Stångebro och Tannefors (1930)
- Utgivningen av Linköpings historia i 3 band (1936-1946)
- Restaurering av "klostret" vid Kungsgatan
- Bidrag till Gamla Linköping
- Ordnandet av kuriosasamlingen i Linköpings stiftsbibliotek
- Uppbyggnaden av IT-ceum (2004)
- Stöd till utgivningen av boken Kollektivhuset Stolplyckan 25 år - en annorlunda "by" mitt i stan (2007)
- Tage Danielsson-priset 1987